# حوزه انتخابیه پنجم نیوجرسی
حوزه انتخابیه پنجم نیوجرسی یک حوزه انتخابیه مجلس نمایندگان آمریکا است که در ایالت نیوجرسی قرار دارد.